# Juan Mendez
Juan Watkins Mendez (Montréal, 23 settembre 1981) è un ex cestista canadese con cittadinanza dominicana.

## Carriera
Nel 2005 vince il MAAC-Giocatore dell'anno con i Niagara Purple Eagles con 23,5 punti di media a partita e catturando 10,6 rimbalzi. Nello stesso anno arriva in italia in prova alla Lottomatica Roma ma viene ingaggiato dal Basket Trapani in LegaDue. In seguito gioca nelle leghe maggiori in Grecia (Panellīnios), Israele (Maccabi Rishon LeZion BC e Ironi Nahariya) e Cina (Xinjiang Flying Tigers), con un breve passaggio a Casale Monferrato.
Con il Canada ha disputato due edizioni dei Campionati americani (2005, 2007).